# Vladímir Minorski
Vladímir Fiódorovich Minorski (Korcheva, 6 de febrero de 1877-Cambridge, 25 de marzo de 1966) fue un orientalista ruso.

## Biografía
Nació el 6 de febrero de 1877 en Korcheva (Rusia). Minorski estudió Derecho en la Universidad de Moscú y Lenguas Orientales en el Instituto Lazarev..
Considerado una «autoridad» en el estudio de la historia geográfica de Persia, el Cáucaso y Asia Central, además de uno de los más destacados iranistas de la historia y un experto en el pueblo kurdo, fue autor de obras como Studies in Caucasian History (1953), A History of Sharvān and Darband in the 10th-11th Centuries (1958) y Tadhkirat al-mulûk: A Manual of Safavid Administration (1943), además de colaboraciones en la edición de la obra medieval Hudûd al-Alam, entre otras.
Fallecido en Cambridge el 25 de marzo de 1966, fue enterrado en el cementerio Novodévichi de Moscú.